# هومر هوبز
هومر هوبز (بالإنجليزية: Homer Hobbs)‏ هو لاعب كرة قدم أمريكية أمريكي، ولد في 13 فبراير 1923 في ليكسينغتون في الولايات المتحدة، وتوفي في 5 يناير 1997 في أوستيل في الولايات المتحدة.

## وصلات خارجية
- هومر هوبز على موقع مرجع كرة القدم المحترفة.كوم (الإنجليزية)